# Baronnie de Karytaina
1209–1275/1289
La baronnie de Karytaina ou de Skorta est un fief médiéval franc de la principauté d'Achaïe, situé sur la péninsule du Péloponnèse en Grèce. Elle est centrée sur la ville de Karýtena (Καρύταινα en grec ; Caraintaine en français ; Caritena en italien) dans la région montagneuse de Skorta.

## Histoire

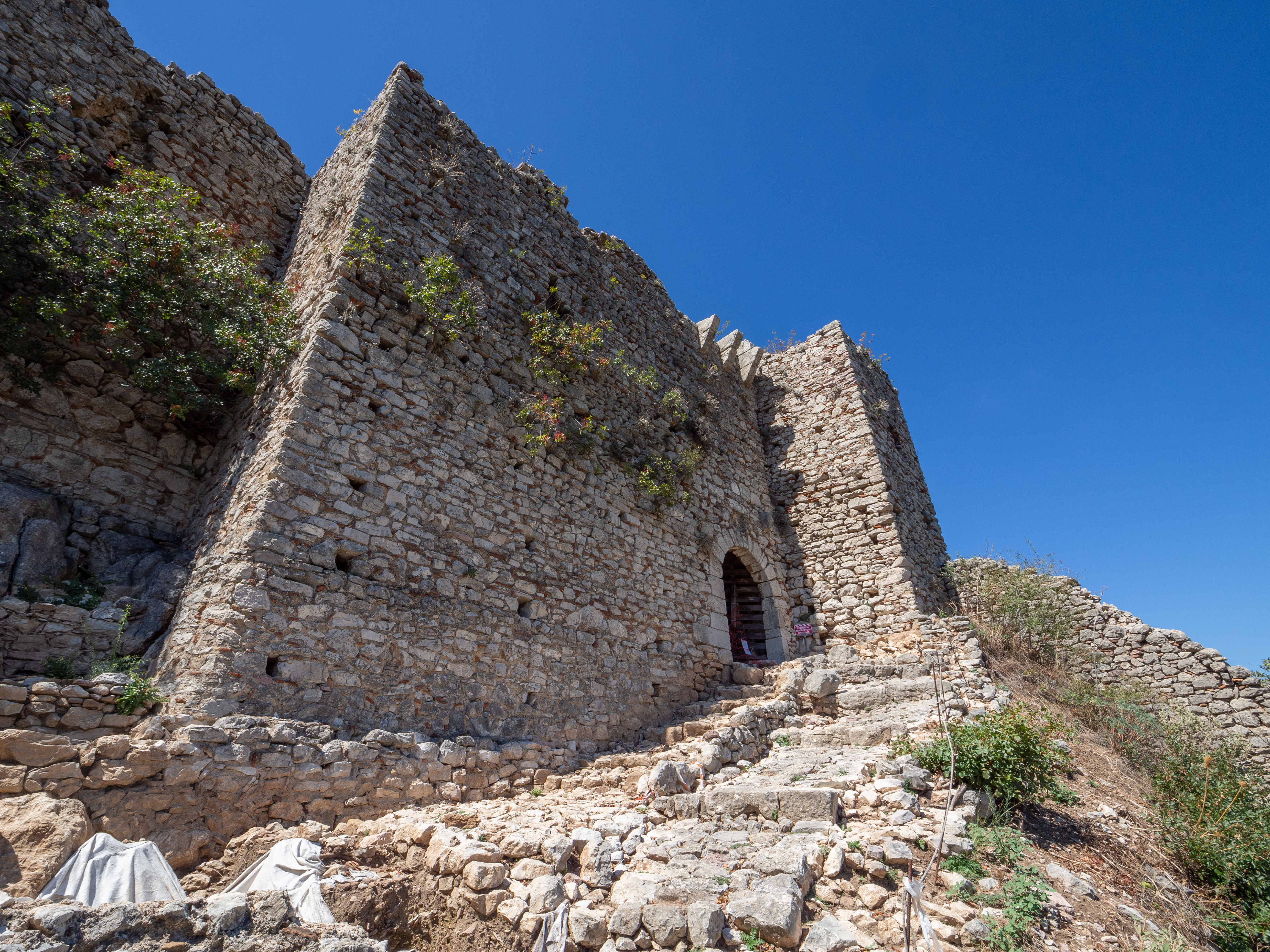
L'entrée du château de Karytaina, siège de la baronnie homonyme.

La baronnie de Karytaina est établie vers 1209, après la conquête du Péloponnèse par les croisés. C'est l'une des douze baronnies séculaires originellement établies au sein de la principauté d'Achaïe. La Chronique de Morée mentionne que cette baronnie, centrée sur la ville de Karýtena, comprend 22 fiefs de chevaliers,. Karýtena est d'importance stratégique : elle permet le contrôle de la partie sud de la région de Skorta and la ravine de la vallée de l'Alphée, qui est la principale route de et vers le centre du Péloponnèse depuis les plaines costales d'Élide.
Le premier baron est probablement Renaud de Briel (ou Brières), originaire de Champagne, qui est mentionné dans le traité de Sapienza en 1209. Son frère, Hugues de Briel, marié à la fille du prince Geoffroi Ier de Villehardouin, lui succède. Son fils et successeur, Geoffroy de Briel, construit le château de Karýtena au milieu du siècle. Il est dépossédé à deux reprises de sa baronnie : la première fois à la suite de sa participation dans la guerre de succession de Négrepont contre le prince Guillaume II de Villehardouin et la deuxième fois en quittant la Morée pour l'Italie sans autorisation, comme l'exigeait la loi féodale d'Achaïe, en 1263-1265. Il est pardonné à chaque fois et restauré à la baronnie, mais non plus en vertu du droit inaliénable de la conquête, mais comme cadeau du prince. Geoffroy n'a pas de descendance et à sa mort en 1275, la baronnie est divisée en deux : une moitié revient à sa veuve Isabelle de la Roche, et l'autre retourne au domaine princier. Deux prétendants à la baronnie apparaissent quelques années plus tard : un certain Jean Pestel et le neveu de Geoffroy, Geoffroy le Jeune, qui à force d'obstination obtient le fief de Moraina.
Isabelle se marie à nouveau avec Hugues de Brienne, mais ce dernier est plus intéressé par ses domaines italiens et y passe plus de temps. À la mort d'Isabelle en 1279, Hugues se lasse de la possession d'un fief exposé aux raids incessants des Byzantins en Arcadie. En 1289, il abandonne la baronnie et le rend au domaine princier en échange de la forteresse de Beauvoir, qu'il échange peu après avec Jean Chauderon pour des terres en Italie.
La baronnie est reconstituée dans son entièreté et concédée par le roi Charles II de Naples à Isabelle de Villehardouin et son époux Florent de Hainaut à l'occasion de leur confirmation comme princesse et prince d'Achaïe. En 1303, Isabelle octroie les forteresses de Karýtena et Araklovon (en français Bucelet) à sa fille d'un second mariage avec Philippe Ier de Savoie-Achaïe, Marguerite de Savoie, qui renonce à ses droits sur l'Achaïe lors de son mariage en 1324. En 1324, Karýtena et la moitié orientale de l'ancienne baronnie tombe aux mains des Byzantins sous le commandement d'Andronic Asen. Cinq ans plus tard, le prince Jean de Gravine tente de reprendre la forteresse, mais sans succès

## Monnaie
Avec Damala, Karýtena est la seule baronnie d'Achaïe ayant frappé monnaie en son nom propre : une série de deniers en billon frappés dans les années 1290 par Helena Angelina Comnène, deuxième femme et veuve d'Hugues de Brienne. Elles sont marqués des légendes HELENA D[E]I GRA[TIA] et CLARICTIA S[EMI] F[EUDI DOMINA], apparemment en support des prétentions de son mari à la demi-baronnie. Comme le souligne l'historien Antoine Bon cependant, cette série est frappée avec la mention CLARICTIA et non CARITENA, et a été faite en sa qualité de régente du duché d'Athènes plutôt que comme dame de Karytaina